# Afrixalus uluguruensis
Afrixalus uluguruensis là một loài ếch thuộc họ Hyperoliidae. Tên tiếng Anh của nó là Uluguru banana frog. Nó là loài đặc hữu của dãy núi Cánh cung phía Đông của Tanzania. Môi trường sống tự nhiên của chúng là rừng ẩm vùng đất thấp nhiệt đới hoặc cận nhiệt đới, vùng núi ẩm nhiệt đới hoặc cận nhiệt đới, đầm nước, và đầm nước ngọt có nước theo mùa.
Chúng hiện đang bị đe dọa vì mất môi trường sống.